# Mantena (tiểu vùng)
Mantena là một tiểu vùng thuộc bang Minas Gerais, Brasil. Tiều vùng này có diện tích 1852 km², dân số năm 2007 là 61738 người.